# Paul Gregory Bootkoski

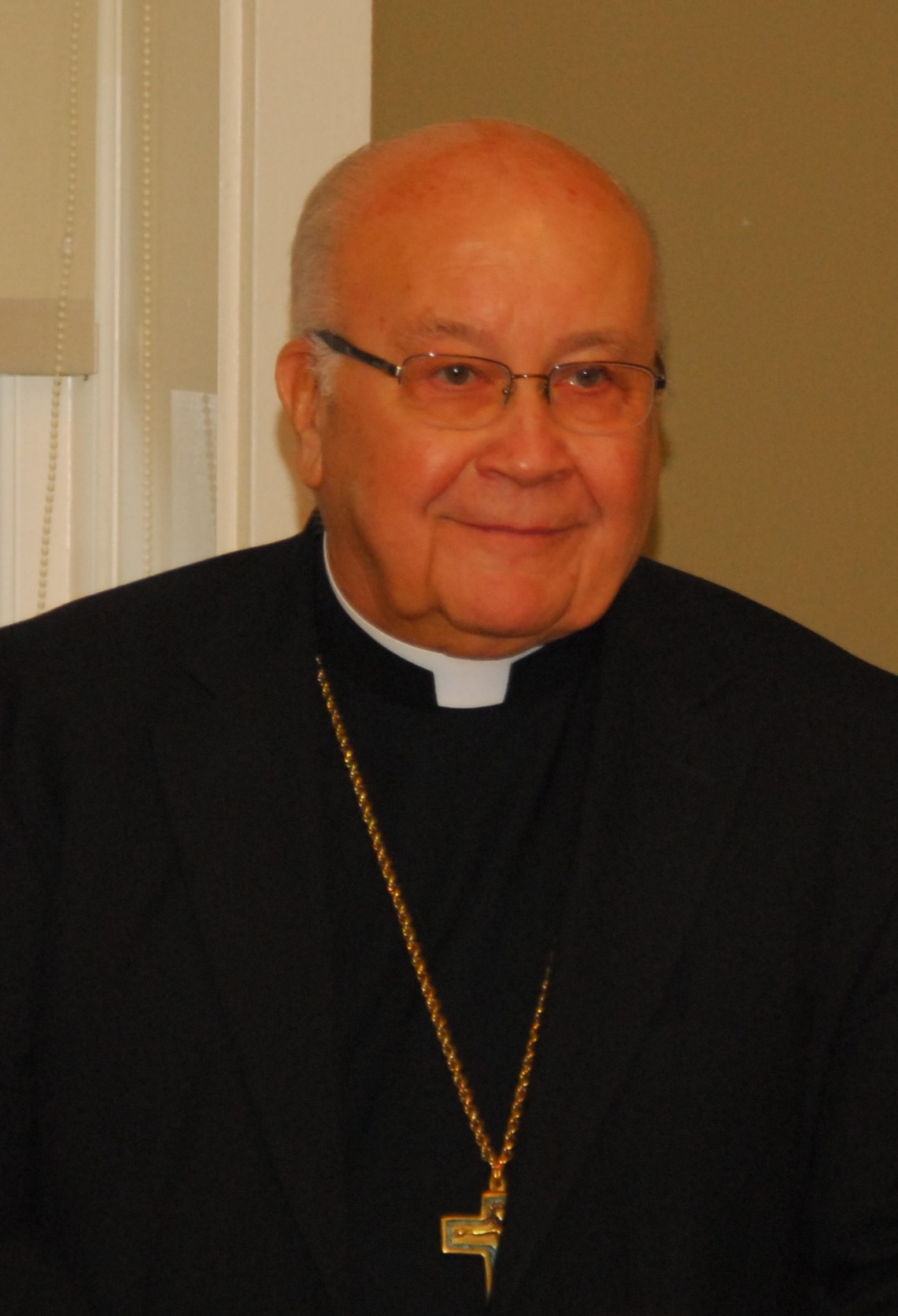
Bischof Paul Gregory Bootkoski (2014)

Paul Gregory Bootkoski (* 4. Juli 1940 in Newark) ist ein US-amerikanischer Geistlicher und emeritierter römisch-katholischer Bischof von Metuchen.

## Leben

Bischofswappen

Paul Gregory Bootkoski empfing am 29. Mai 1966 die Priesterweihe.
Papst Johannes Paul II. ernannte ihn am 7. Juli 1997 zum Weihbischof in Newark und Titularbischof von Zarna. Der Erzbischof von Newark, Theodore McCarrick, spendete ihm am 5. September desselben Jahres die Bischofsweihe; Mitkonsekratoren waren John Mortimer Fourette Smith, Bischof von Trenton, und Michael Angelo Saltarelli, Bischof von Wilmington.
Am 4. Januar 2002 wurde er zum Bischof von Metuchen ernannt und am 19. März desselben Jahres in das Amt eingeführt.
Papst Franziskus nahm am 8. März 2016 seinen altersbedingten Rücktritt an.